# Lena Einhorn

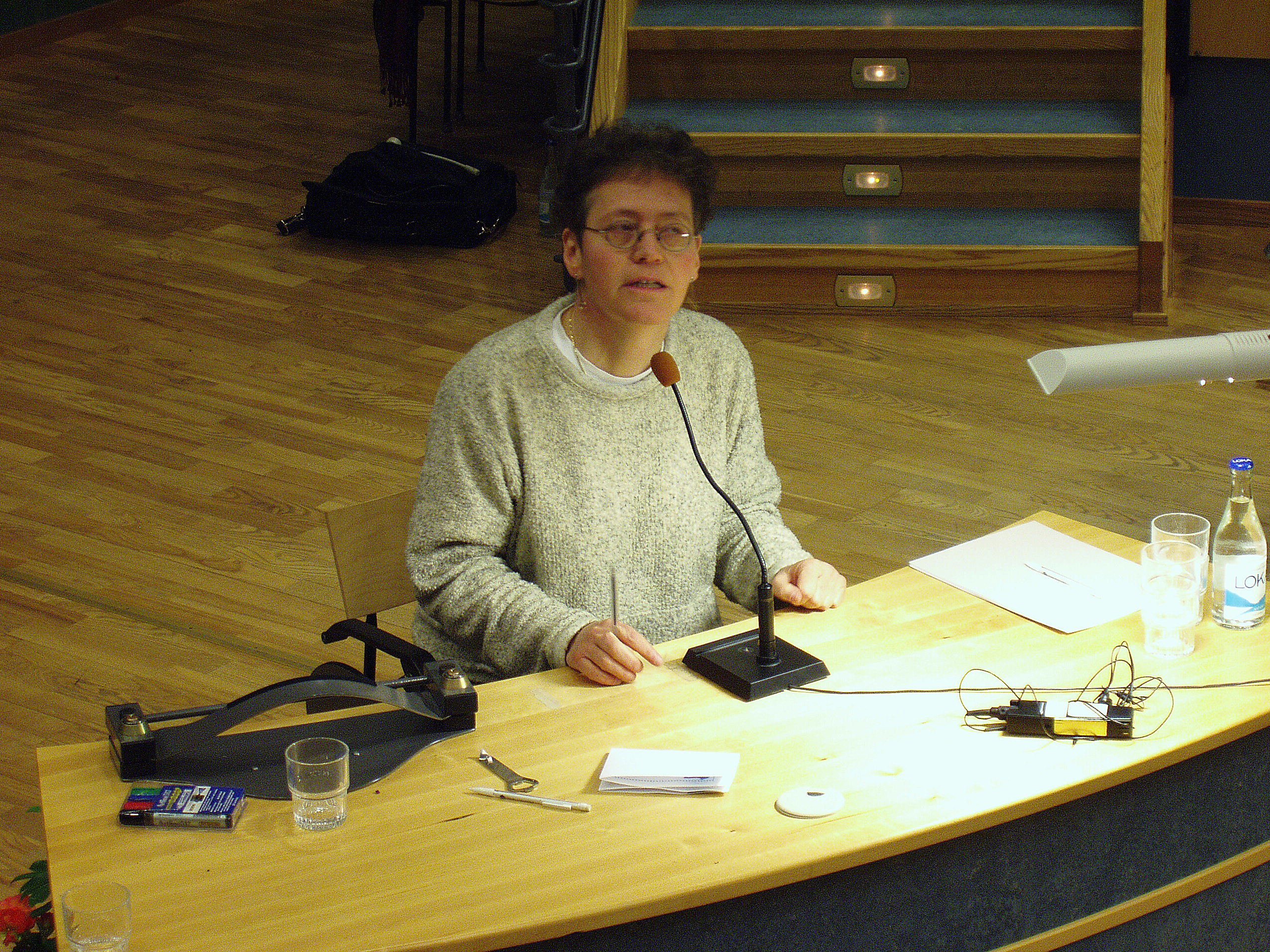
Lena Einhorn 2006.

Lena Einhorn, född 19 maj 1954 i Spånga i Stockholm, är en svensk läkare, författare och regissör. Hon var tidigare yrkesverksam som tumörbiolog och virolog.

## Biografi
Lena Einhorn är dotter till Nina och Jerzy Einhorn samt syster till Stefan Einhorn.
Hon har skrivit en bok om sin mor som överlevde Warszawas getto. Boken heter Ninas resa – En överlevnadsberättelse, gavs ut våren 2005 och belönades med Augustpriset för bästa fackbok 2005. Filmen Ninas resa, baserad på samma berättelse, hade premiär i november 2005. Einhorn stod för filmens regi och manus. Ninas resa belönades med två Guldbaggar, för Bästa film och Bästa manus (2005), samt med Göteborgs stora filmpris samma år. 
Bland Lena Einhorns övriga produktion märks filmen Handelsresande i liv, belönad med Prix Europa år 1999. Denna skildring, också publicerad i bokform, handlar om Gilel Storch, en lettisk jude som flydde till Sverige 1940. I Sverige beslutade sig Gilel Storch för att försöka rädda judar ur de nazistiska koncentrationslägren, något som under krigets slutskede ledde till konkreta förhandlingar med SS- och Gestapochefen Heinrich Himmler. Det blev dock inte Gilel Storch som företog den riskabla förhandlingsresan till Tyskland, utan Norbert Masur, en svensk judisk affärsman. 
År 2006 väckte Einhorn uppmärksamhet med boken Vad hände på vägen till Damaskus?, där hon jämför Nya Testamentet med samtida historiska källor. Detta leder fram till hypotesen att Jesus och Paulus var samma person. Svenska Dagbladets recensent kallade det för "en problematisk hypotes som nog skapar fler svårigheter än den löser".

## Priser och utmärkelser
- 2005 – Augustpriset för Ninas resa – En överlevnadsberättelse
- 2005 – Guldbaggen för bästa manuskript
- 2006 – Mai Zetterling-stipendiet
- 2007 – Pocketpriset för Ninas resa – En överlevnadsberättelse
- 2019 – Delblancpriset[6]